# Panpsihizam
Panpsihizam je teorija po kojoj je svijest ili um fundamentalno i sveprisutno svojstvo stvarnosti. Ona je pokušaj integriranja svijesti u našu standardnu, znanstveno-informiranu sliku svijeta koji se nalazi između dualizma, teorije da su um i tijelo odvojeni i različiti fenomeni, i fizikalizma ili materijalizma, teorije da se um može objasniti potpuno putem fizičkih činjenica. Isto tako, ona je pokušaj odgovaranja na sljedeće pitanje: kako tvar bez svijesti, na fundamentalnoj razini stvarnosti, može uzrokovati kompleksnu svijest na višim razinama stvarnosti, poput ljudskog mozga? U suvremenoj analitičkoj filozofiji uma trenutačno postoji obnovljeni interes za panpsihizam i srodne teorije. Teorija ima bogatu povijest, bila je prisutna u misli drevnih Grka, drevne Azije te je element određenih religija, poput taoizma i određenih oblika budizma.

### Etimologija
Frane Petrić je prvi koristio termin panpsihizam (tj. pampsychia) u svome kapitalnom djelu Nova sveopća filozofija. Dolazi od drevnih grčkih riječi πᾶν (pan – sve) i ψυχή (psukhe – um ili duša, od ‘ja dišem’), pa bi doslovna definicija teorije bila: sve ima um ili dušu. Međutim, u suvremenoj analitičkoj filozofiji uma, najčešća definicija je: svijest je prisutna kao svojstvo tvari na osnovnoj razini stvarnosti.

### Argumenti za panpsihizam
Jedan argument za panpsihizam je da, ako nismo eliminativisti ili redukcionisti što se tiče svijesti, to jest ako ju prihvaćamo kao stvarni fenomen kojeg moramo objasniti te želimo izbjeći proizlaženje svjesnog iz tvari bez svijesti, moramo postulirati svijest u tvari na fundamentalnoj razini stvarnosti. Time izbjegavamo problem radikalne ili jake emergencije - eksplanatorni jaz koji se javlja kada svijest pokušavamo deducirati iz tvari bez svijesti. Ako je svijest prisutna u tvari na osnovnoj razini stvarnosti, onda taj jaz ne postoji: svijest na osnovnoj razini, kombinacijom ili nekim drugim odnosom, uzrokuje ili utemeljuje (eng. grounds) svijest na višoj, kompleksnijoj razini.
Drugi argument su ponudili filozofi inspirirani radom Bertranda Russella. Oni tvrde da nam znanosti poput fizike pružaju samo strukturalni opis svijeta, kako se tvar ponaša u prostoru i vremenu, ali da nam ne kažu ništa o tome što je tvar intrinzično, sama po sebi. S obzirom na to da svijet ne može biti samo struktura, on mora biti baziran ili utemeljen u nekoj dubljoj, unutarnjoj prirodi. Svijest je jedina takva priroda za koju znamo, pa je samim time ona i najbolji kandidat za unutarnju prirodu tvari. To jest, ako prihvatimo ovaj argument, svijest ili nešto dovoljno slično njoj mora biti intrinzična priroda tvari.

### Argumenti protiv panpsihizma
Jedan problem s panpsihizmom je to što je većini ljudi jednostavno jako kontraintuitivan: kako svijest može biti prisutna na svim razinama stvarnosti te znači li to da je kamenje isto tako svjesno? Panpsihist može odgovoriti da smo mnogo stvari koje danas smatramo običnima kroz povijest smatrali kontraintuitivnima. Isto tako, panpsihizam ne mora tvrditi da je kamenje svjesno. Međutim, najozbiljniji argument protiv panpsihizma je problem kombinacije ili pitanje kako se svijest na fundamentalnoj razini može sastaviti tako da proizvede svijest na višim razinama stvarnosti? Drugim riječima, kako se mikro-subjekti mogu kombinirati da tvore makro-subjekte? Ovaj problem je najjasnije definirao William James u svojoj knjizi Načela psihologije, gdje argumentira da postojanje određenog skupa subjekata nikada nužno ne prouzrokuje novog subjekta. Postoji mnogo načina kako panpsihist može izbjeći ovaj zaključak. Na primjer, mogu reći da subjekti moraju biti u određenom odnosu da bi prouzrokovali novog subjekta, da subjekti na višoj razini nisu sastavljeni od subjekata na nižoj razini, da se subjekti stapaju (eng. merge ili fuse) u jednog subjekta, i tako dalje.

### Vrste panpsihizma
Konstitutivni panpsihizam je vjerojatno najčešći oblik panpsihizma danas. To je teorija da je svijest na višoj razini, npr. ljudska i životinjska, sastavljena od svijesti na najnižoj, osnovnoj razini stvarnosti. Drugim riječima, tvar na osnovnoj razini stvarnosti posjeduje svijest kao svojstvo. Radi se doslovno o mikro-umovima ili mikro-subjektima koji se spajaju, kombiniraju ili na neki drugi način tvore svijest na kompleksnijim, višim razinama stvarnosti.
Emergentni panpsihizam tvrdi da ljudska i životinjska svijest nije sastavljena od svijesti na osnovnoj razini, nego da je uzrokovana, u uzročno-posljedičnom smislu, svijesti na osnovnoj razini stvarnosti. Po ovoj interpretaciji, ljudska i životinjska svijest je također fundamentalna s obzirom na to da postoji kao svoj vlastiti fenomen te nije sastavljena od nižih oblika svijesti, nego je samo rezultat uzročno-posljedičnih relacija svijesti na osnovnoj razini.
Russellovski panpsihizam je baziran na radu Bertranda Russella i njegove ideje da svijet mora biti utemeljen u nekoj dubljoj prirodi. Zastupnici ove teorije tvrde da je upravo svijest ta unutarnja, intrinzična priroda tvari koja ju utemeljuje, izbjegavajući time neatraktivnu sliku svijeta kao čisto strukturalnog fenomena.

### Srodne teorije
Panprotopsihizam je teorija da svijest nije svojstvo fundamentalne stvarnosti, nego nešto blisko njoj - proto-svijest - što ju može proizvesti. Pankvalitizam (eng. panqualityism) je najpopularniji oblik panprotopsihizma danas te tvrdi sljedeće: kvalitete koje je moguće iskusiti, ali koje ne moraju nužno biti dio svijesti nekog subjekta (eng. experienceable-but-not-necessarily-experienced), su oblik proto-svijesti koji trebamo da bismo objasnili svijest na višoj razini. Te kvalitete nisu same po sebi umovi ili subjekti, po čemu se pankvalitizam razlikuje od panpsihizma. Kada te kvalitete igraju ulogu u nekoj relevantnoj uzročno-posljedičnoj strukturi, kao što je ljudski mozak, proizvode svjesnost (eng. awareness) o sebi. Pankvalitisti najčešće imaju eliminativnu ili reduktivnu teoriju subjekata te tvrde da je sve što je potrebno za svijest na višoj razini sadržano unutar tih kvaliteta i uzročno-posljedičnih relacija u koje ulaze.
Mikropsihizam može imati dva različita značenja. Prema jednoj definiciji, mikropsihizam je krovni pojam koji označava sve teorije koje tvrde da je svijest svojstvo najniže razine stvarnosti. Dakle, po toj definiciji je panpsihizam oblik mikropsihizma. Prema drugoj definiciji, to je specifična teorija da samo neka, ali ne i sva tvar na osnovnoj razini posjeduje svijest kao svojstvo. Po toj definiciji panpsihizam nije oblik mikropsihizma nego potpuno druga vrsta teorije - razlika leži u tome je li se svijest pridaje svoj fundamentalnoj tvari ili ne.
Kozmopsihizam je također teorija da je svijest sveprisutno svojstvo fundamentalne stvarnosti, kao i panpsihizam. Međutim, razlika je u tome što kozmopsihist fundamentalnu stvarnost definira drugačije. Za njih, svemir ili kozmos u svojoj cijelosti je fundamentalna ili osnovna razina stvarnosti. Daju prioritet cjelini, a ne njezinim dijelovima. Po njima je kozmos jedan objekt koji ima svojstvo svijesti, pa je ljudska i životinjska svijest samo derivat kozmičke svijesti, manje fundamentalna nego svijest samo kozmosa.